# Корбезаси (Павија)
Корбезаси је насеље у Италији у округу Павија, региону Ломбардија.
Према процени из 2011. у насељу је живело 68 становника. Насеље се налази на надморској висини од 895 м.